# Norman Hallows
Norman Frederick Hallows (Doncaster, 29 december 1886 - Marlborough, 19 oktober 1968), was een Brits atleet.

## Biografie
Hallows won tijdens Olympische Zomerspelen 1908 in eigen land de gouden medaille met het Britse 3 mijlteam en de bronzen medaille op de 1500 meter.

## Palmares

### 1500m
- 1908:  OS - 4.04,0

### 3 mijl team
- 1908:  OS - 6 punten